# 項鍊星雲

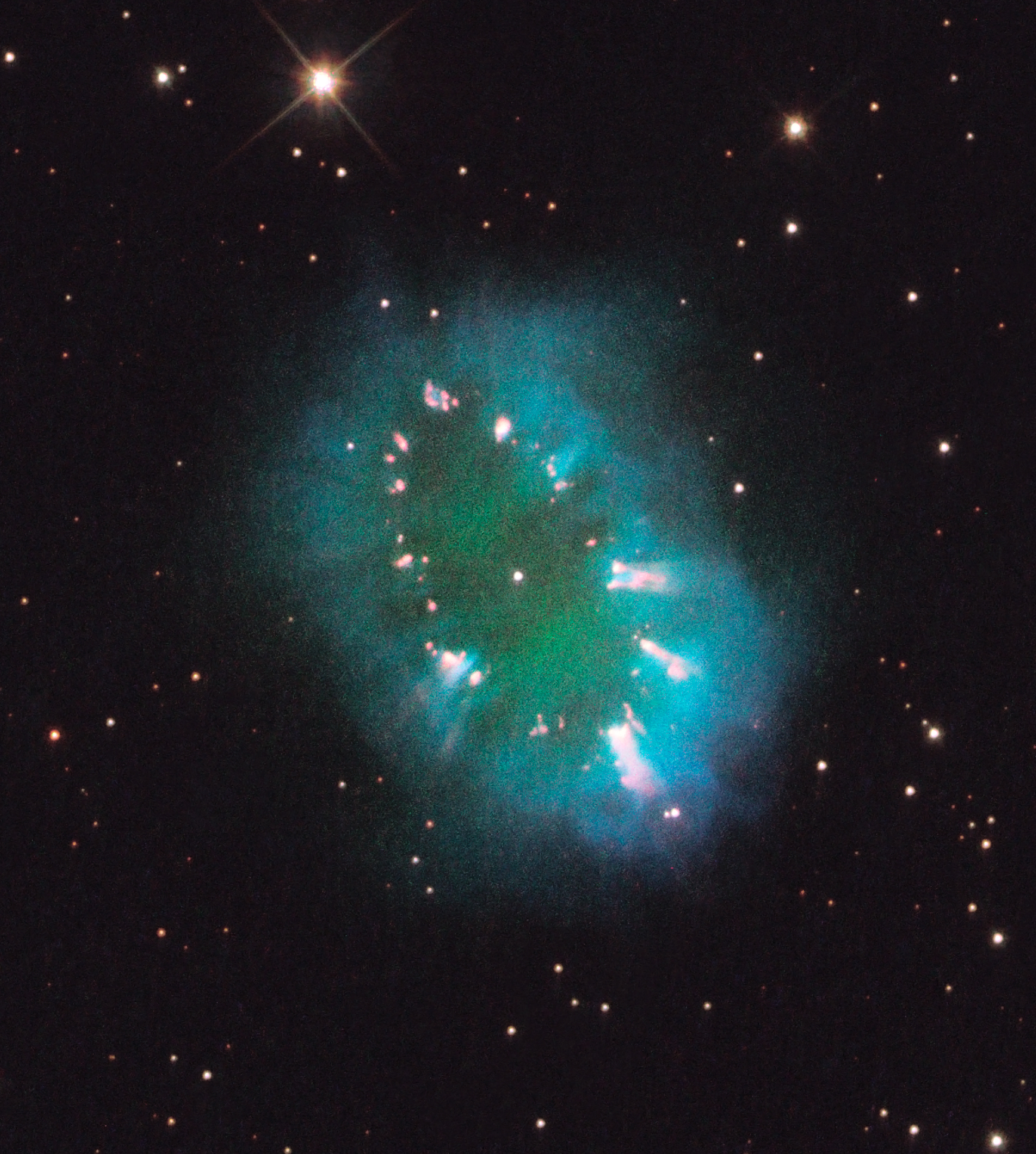
項鍊星雲，來自2011年7月2日的哈伯太空望遠鏡影像。哈伯的第三代廣域照相機捕捉到氣體的氫 (藍色)、氧 (綠色)、和氮 (紅色)。

項鍊星雲 (PN G054.2-03.4) 是位於天箭座，距離大約15,000光年的一個行星狀星雲。它是在2005年從艾塞克牛頓望遠鏡Hα光電巡天 (IPHAS)，一個在地面基地使用Hα研究北銀河平面的行星狀星雲的計畫時發現的。
項鍊星雲是與類似太陽的伴星太接近的巨星爆炸之後產生的。這兩顆恆星彼此在相對較小的軌道上運行，因而造就出項鍊星雲。它們的互繞週期是1.2天，而相隔的距離只是太陽半徑的5倍。
其中的一顆恆星大約在10,000年前老化，膨脹到將伴星吞噬的點。這顆較小的伴星在其較大同伴的內部繼續運行，並使巨星自轉的速率增加。
這顆臃腫的伴星旋轉的如此之快，以至於氣體的外殼有很大的一部分擴散到太空中。由於離心力，多數的氣體沿著赤道逃逸，產生了一枚戒指，嵌進在其中的明亮結點是稠密的氣體團塊。

## 外部連結
- Technical data on Necklace Nebula & Hubble image （页面存档备份，存于）